# Сфагнум м'якенький
Сфагнум м'якенький (Sphagnum molle) — вид мохів порядку торфовикальних (Sphagnales).

## Поширення
Батьківщиною є Європа, Північна Америка.
Зростає на верхових болотах. У місцях з великою кількістю опадів він росте в різноманітних середовищах існування, таких як вологі торф’янисті узбережжя річок, заболочені луки та мілкі покривні болота. Росте на висотах 10–1450 метрів.

## Характеристика
Зазвичай це дуже компактні рослини нормального розміру, м'які та пухкі, коли намокають, але жорсткі, коли вони висихають. Голови плоскі і зазвичай великі. Колір рослин блідо-білуватий, жовтуватий або пурпурно-синюватий, іноді насичений пурпурно-червоний. При висиханні вони не мають металевого відблиску. Стебла від блідо-зеленого до солом'яного кольору. Стеблові листки досить різноманітні, від подовжено-язикоподібної до яйцеподібної форми і найбільш широкі над серединою. Їх кінчики широкі та зубчасті. Гілки розгалужуються пучками гілок з 2 стоячими і 1–2 повислими гілками і рідко діляться на 5 рядів. Листки гілок мають яйцювату форму, загнуті всередину, прямі, завдовжки 1,6–2,2 мм; кінчики жорстко загорнуті вниз. Вид однодомний. Спори мають розмір 27–33 мкм і дрібнобородавчасті на обох поверхнях і з різними Y-подібними виступами на дистальній поверхні. Спорові коробочки дозрівають з початку літа до середини літа.